# 邦尼湾
邦尼湾（英語：Bight of Bonny）又称比亞法拉湾（Bight of Biafra），是非洲西部的一个海湾，位于几内亚湾极东部。它从北部的尼日尔河農河口向东南延伸600公里（370英里）至加蓬的洛佩斯角，是几内亚湾最深海湾。邻近的国家有尼日利亚、喀麦隆、赤道几内亚（包括安诺本岛）、圣多美普林西比和加蓬。有尼日尔河、奥果韦河（Ogooue）、克劳斯（Cross）、薩納加河等河流注入。湾内最大岛屿为赤道畿內亞的比奥科岛。主要港口有赤道几内亚的馬拉博（位於比奥科岛上）和巴塔、尼日利亞的哈科特和卡拉巴爾、喀麦隆的杜阿拉、加蓬的利伯维尔和讓蒂爾港。16∼19世纪湾区有大规模奴隸貿易，有传统棕櫚油贸易。1950年代发现有石油，为主要经济资源。